# Dominik Braunsteiner
Dominik Braunsteiner (* 15. Juli 1992 in Wien) ist ein österreichischer Fußballtorwart.

## Karriere
Braunsteiner begann seine Karriere beim First Vienna FC. 2009 wechselte er zum viertklassigen DSV Fortuna 05. Zur Saison 2010/11 schloss er sich dem sechstklassigen FC Wien an.
Im Sommer 2011 kehrte er zum Zweitligisten First Vienna zurück. Sein Debüt für die Vienna in der zweiten Liga gab er im Mai 2013, als er am 35. Spieltag der Saison 2012/13 gegen den SV Horn in der 33. Minute für Hakan Gökçek eingewechselt wurde, nachdem der Torhüter Thomas Mandl des Feldes verwiesen worden war.
Im Jänner 2014 wechselte Braunsteiner zum Regionalligisten FC Kufstein. Nach 34 Regionalligaspielen verließ er die Tiroler nach der Saison 2014/15.
Nach einem Jahr Vereinslosigkeit schloss er sich im Sommer 2016 dem viertklassigen SC Wiener Viktoria an.
Zur Saison 2017/18 wechselte Braunsteiner zum Zweitligisten SC Wiener Neustadt. Nach der Saison 2017/18 verließ er Wiener Neustadt. Nach einer Saison ohne Verein wechselte er zur Saison 2019/20 zum sechstklassigen SV Marianum. Ab Sommer 2020 blieb er neuerlich ohne Verein.